# Abdelkebir Khatibi
Abdelkebir Khatibi (n. 11 februarie 1938, El Jadida, Maroc – d. 16 martie 2009, Rabat, Maroc) a fost un romancier și critic literar marocan.